# Nicole Arendt
Nicole J. Arendt (Somerville, 26 de agosto de 1969) é uma ex-tenista profissional estadunidense.
Foi finalista de Wimbledon em 1997, em duplas.